# Titularbistum Trocmades
Trocmades (ital.: Trocmade) ist ein ehemaliges Bistum der römisch-katholischen Kirche und heute ein Titularbistum. Es gehörte der Kirchenprovinz Pessinus an. Es ist benannt nach der antiken Stadt Trocmades in der römischen Provinz Galatia in der Zentraltürkei.
| Titularbischöfe von Trocmades |                           |                                                                               |                   |                   |
| Nr.                           | Name                      | Amt                                                                           | von               | bis               |
| 1                             | John Aloysius Maguire     | Weihbischof in Glasgow (Vereinigtes Königreich von Großbritannien und Irland) | 6. April 1894     | 4. August 1902    |
| 2                             | Franz Xaver Geyer MCCJ    | Apostolischer Vikar von Khartoum (Anglo-Ägyptischer Sudan)                    | 6. August 1903    | 2. April 1943     |
| 3                             | Raymundo Julian Martín OP | Weihbischof in Verapaz, Cobán (Guatemala)                                     | 26. Mai 1944      | 14. November 1945 |
| 4                             | Karol Pękala              | Weihbischof in Tarnów (Volksrepublik Polen)                                   | 14. Dezember 1946 | 14. August 1968   |